# Пролегомени
 Пролегомени  (дав.-гр. προλεγόμενα — передмова, вступ) — міркування, які формулюють вихідне поняття і дають попередні відомості про предмет навчання; роз'яснює вступ у вивченні тієї чи іншої науки, має метою попереднє ознайомлення з її методами і завданнями та позначення статусу науки, дисципліни в системі раціонального знання .
Існує ряд філософських творів, побудованих у формі Пролегоменів.
Приклади пролегоменів:
- 1377 року Ібн Хальдун опублікував свої пролегомени «Мукадіма».

- 1783 року Іммануїл Кант назвав вступ до свого трактату Критика чистого розуму «Пролегоменами до будь-якої майбутньої метафізики, що може виникнути як наука».

- 1795 року філолог і дослідник античності Фрідріх Август Вольф опублікував «Пролегомени до Гомера» (Prolegomena zu Homer).

- 1827 року П'єр-Сімон Балланш опублікував пролегомени до свого твору «Соціальний палінгенез».

- 1908 року єгиптолог Еміль Амеліно[fr] опублікував «Пролегомени до вивчення єгипетської релігії» (Prolégomènes à l'étude de la religion égyptienne).

- 1945 року Андре Бретон опублікував «Пролегомени до третього маніфесту сюрреалістів або ні» (Prolégomènes à un troisième manifeste du surréalisme ou non).

- 2012 року Жак Дерріда опубликував свою працю «Історія брехні. Пролегомени» (Histoire du mensonge, Prolégomènes. Édition Galilée).